# 黔鱼龙属
黔鱼龙属（学名：Qianichthyosaurus）是鱼龙目已灭绝的一个属，生存于晚三叠世拉丁期至卡尼期，化石在中国东南贵州省黄土塘村附近的法郎组发现。模式种周氏黔鱼龙（Qianichthyosaurus zhoui）由李春于1999年命名，第二个种兴义黔鱼龙（Qianichthyosaurus xingyiensis）则由杨鹏飞等人于2013年从法郎组较古老（拉丁期）的层位中命名。完整的黔鱼龙化石在小凹组很常见，其中兼有幼年及妊娠标本，同时期较大型的贵州鱼龙及关岭鱼龙却相对少见。
黔鱼龙是种小型鱼龙，周氏黔鱼龙正模标本长1.5—2米（4.9—6.6英尺），兴义黔鱼龙较小，长1.3米（4.3英尺）。两个物种均有突出的短吻、细小的牙齿及长度相近的前后鳍。其中兴义种吻部更长。黔鱼龙和生存于卡尼期加利福尼亚的穿胫鱼龙最相似，二者皆有底部扩张的股骨及四指的鳍，鳍两侧均有凹槽，但黔鱼龙前鳍较长、坐骨形状也不同。两个属共同组成了穿胫鱼龙科。

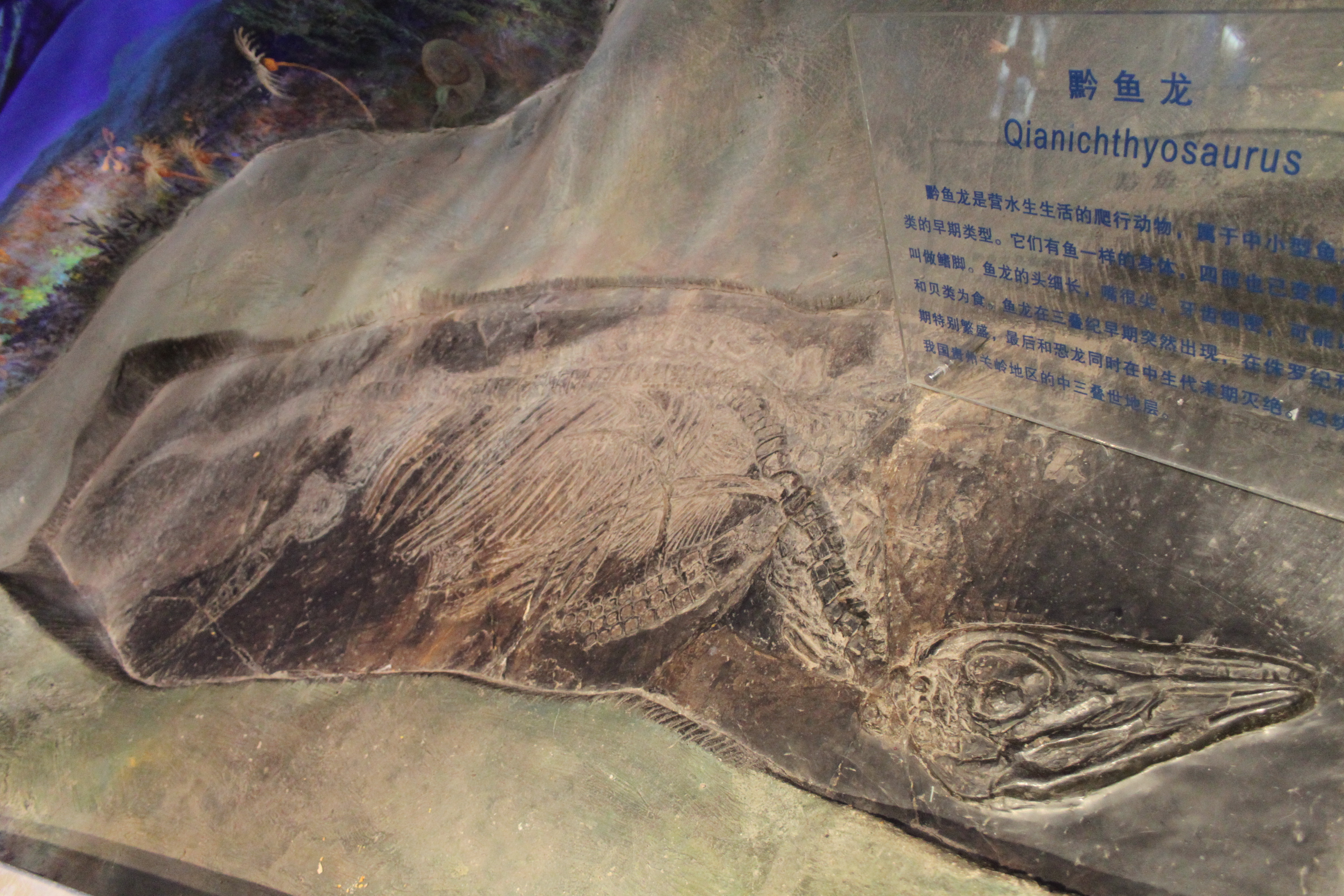
国家自然历史博物馆的周氏黔鱼龙标本